# Begraafplaats van Euskirchen
De begraafplaats van Euskirchen is een begraafplaats tussen de wijken Nord- en Weststadt aan de Frauenberger Straße, ten noordwesten van het stadscentrum van Euskirchen in de Duitse deelstaat Noordrijn-Westfalen.
Een deel van de begraafplaats is ingericht als erebegraafplaats voor oorlogsslachtoffers en overleden Russische krijgsgevangenen.

## Oorlogsgraven
Tijdens de Eerste Wereldoorlog werden op de begraafplaats een aantal slachtoffers van het Britse Gemenebest begraven. Na de oorlog werden de meeste hiervan herbegraven op vier Commonwealth War Graves Commission-begraafplaatsen maar een aantal graven bleef, meestal om religieuze redenen achter. Op deze begraafplaats worden nog twee graven van Indische artilleristen onderhouden door de CWGC, die de begraafplaats geregistreerd heeft als Euskirchen New Town Cemetery.